# Eunice argentinensis
Eunice argentinensis är en ringmaskart som först beskrevs av Treadwell 1929.  Eunice argentinensis ingår i släktet Eunice och familjen Eunicidae. Inga underarter finns listade i Catalogue of Life.